# Kaito Ishikawa
Kaito Ishikawa (石川 界人?, Ishikawa Kaito; Tokyo, 13 ottobre 1993) è un doppiatore giapponese affiliato alla Pro-Fit.

## Doppiaggio

### Serie televisive anime
2012
- Muv-Luv Alternative: Total Eclipse (Nikolai Rogoshkin)
- Say "I love you" (Taku)
- Tari Tari (Mailman, Gamba White)

2013
- RDG Red Data Girl (Manatsu Sōda)[1]
- Suisei no Gargantia (Ledo)
- Golden Time (Mitsuo Yanagisawa)
- Inazuma Eleven GO Galaxy (Hayato Matatagi, Kasim Bador)
- Nagi no asukara (Tsumugu Kihara)
- Super Seisyun Brothers (Mao Saitou)
- Tokyo Ravens (Harutora Tsuchimikado)

2014
- Haikyu!! (Tobio Kageyama)[2]
- Kuroko's Basket Season 2 (Kensuke Fukui)
- Nobunaga the Fool (Charlemagne)
- Toaru hikūshi e no koiuta (Ignacio Axis)
- Romantica Clock (Aoi Kajiya)
- Ace of Diamond (Shun-chen Yang)
- Atelier Escha & Logy: Alchemists of the Dusk Sky (Logix Fiscario) (adattamento anime)
- Terror in Resonance (Nine/Arata Kokonoe)
- Strange+ Season 2 (Kanno)
- Terra Formars (Marcos Garcia)
- Madan no ō to vanadis (Tigrevurmud Vorn)
- Marvel Disk Wars: The Avengers (Sam Wilson/Falcon)
- Sora no method (Sota Mizusaka)
- Bonjour Koiaji Pâtisserie (Ryō Kōdzuki)
- Hero Bank (Sekito Sakurada)

2015
- World Break: Aria of Curse for a Holy Swordsman (Moroha Haimura)
- Assassination Classroom (Ren Sakakibara)
- Seraph of the End (Shiho Kimizuki)
- World Trigger (Kohei Izumi)
- Kyōkai no Rinne (Rinne Rokudo)
- Gangsta. (Cody Balfour)*Heavy Object (Heivia Winchell)
- One-Punch Man (Genos)
- Haikyū!! 2 (Tobio Kageyama)
- Gate: jieitai kanochi nite, kaku tatakaeri (Takeo Kurata)
- Heavy Object (Heivia Winchell)
- Concrete Revolutio (Jirō Hitoyoshi)[3]
- Yu-Gi-Oh! Arc-V (Shinji Weber)
- Noragami Aragoto (Koto Fujisaki)[4]
- Yamada-kun e le 7 streghe (Ren Asano)

2016
- Prince of Stride: Alternative (Shiki Dozono)
- My Hero Academia (Ingenium/Tenya Iida)[5]
- Kuromukuro (Ryōto Akagi)[6]
- Macross Delta (Roid Brehm)
- Kyōkai no Rinne 2 (Rinne Rokudo)
- Terra Formars Revenge (Marcos Garcia)
- Hatsukoi monster (Atsushi Taga)
- Bungo Stray Dogs (Rokuzō Taguchi)
- Days (Nitobe Tetsuya)
- Servamp (Shūhei Tsuyuki)
- Battery (Keita Higashidani)
- Occultic;Nine (Sarai Hashigami)[7]

2017
- My Hero Academia 2 (Ingenium/Tenya Iida, Comicman/Manga Fukidashi)
- Tsuredure Children (Takurō Sugawara)

2018
- My Hero Academia 3 (Ingenium/Tenya Iida, Comicman/Manga Fukidashi)
- Overlord (Hekkeran Termite)
- Kyōto Teramachi Sanjō no Holmes (Kiyotaka Yagashira)
- Black Clover (Langris Vaude)
- Seishun buta yarō (Sakuta Azusagawa)
- Le bizzarre avventure di JoJo: Vento Aureo (Sale)

2019
- The Rising of the Shield Hero (Naofumi Iwatani)
- How Heavy Are the Dumbbells You Lift? (Naruzō Machio)[8]

2020
- BNA: Brand New Animal (Alan Sylvasta)
- Sleepy Princess in the Demon Castle (Demone Chierico)[9]

2022
- Cyberpunk: Edgerunners (Katsuo)
- A Couple of Cuckoos (Nagi Umino)[10]

2023
- Tomo-chan Is a Girl! (Junichiro Kubota)
- Record of Ragnarok (Qin Shi Huang)
- Il mio matrimonio felice (Kiyoka Kudou)
- Beyblade X (Khrome Ryugu)

2024
- Shangri-La Frontier (Mordo)
- Alya Sometimes Hides Her Feelings in Russian (Touya Kenzaki)[11]
- Mecha-Ude (Shinisu, Dekisu)
- DanDaDan (Jin Enjoji)

2025
- Witch Watch (Keigo Megami)[12]
- From Bureaucrat to Villainess: Dad's Been Reincarnated! (Virgile Vierge)[13]

### OAV
- Nazotoki-hime wa meitantei (2012) (Rikka Fujisaki)[14]
- Code Geass: Akito the Exiled (2013) (Jan Manes)
- Suisei no Gargantia (2014) (Ledo)
- Fantasista Stella (Ryuji Morikawa)

### ONA
- Hetalia: The World Twinkle (Molossia)
- Vlad Love (Okada)

### Animazione cinematografica
- I Cavalieri dello zodiaco - La leggenda del Grande Tempio (2014) (Pegasus Seiya)
- Your Name. (Shinta Takagi)

### Videogiochi
- Bravely Default (2012) (Sir Owen)
- E.X. Troopers (2012) (Ein)
- Atelier Escha & Logy: Alchemists of the Dusk Sky (2013) (Logix "Logy" Fiscario)
- Granblue Fantasy (2014) (Noa)
- Azure Striker Gunvolt (2014) (Gunvolt)
- Super Robot Wars Original Generation Coffin of the End (2014) (Sakito Asagi)
- Hero Bank 2 (2014) (Sekito Sakurada)
- Super Robot Wars Z3: Heaven Chapter (2015) (Ledo)
- Devil May Cry 4: Special Edition (2015) (Nero)
- Fate/Grand Order (2015) (Saber/Saitō Hajime)
- Star Ocean: Integrity and Faithlessness (2016) (Fidel Camuze)
- My Hero Academia: Battle for All (2016) (Ingenium/Tenya Iida)
- Azure Striker Gunvolt 2 (2016) (Gunvolt)
- The Legend of Heroes: Akatsuki no Kiseki (2016) (Nacht Weiss)
- Kingdom Hearts HD 2.8 Final Chapter Prologue (2017) (Gula)
- Fire Emblem Heroes (2017) (Dimitri Alexandre Blaiddyd)
- God Wars: Future Past (2017) (Momotaro)
- Occultic;Nine (2017) (Sarai Hashigami)
- Valkyria Chronicles 4 (2018) (Forseti)
- My Hero: One's Justice (2018) (Ingenium/Tenya Iida)
- Marvel's Spider-Man (2018) (Harry Osborn)
- Dragalia Lost (2018) (Vixel)
- Kingdom Hearts III (2019) (Gula)
- Devil May Cry 5 (2019) (Nero)
- Teppen (2019) (Nero)
- Fire Emblem: Three Houses (2019) (Dimitri Alexandre Blaiddyd)
- Pokémon Masters EX (2019) (Damon)
- Ys IX: Monstrum Nox (2019) (Hawks)
- Code Vein (2019) (Louis)
- 13 Sentinels: Aegis Rim (2019) (BJ/Keitaro Miura)
- One Punch Man: A Hero Nobody Knows (2020) (Genos)
- My Hero: One's Justice 2 (2020) (Ingenium/Tenya Iida)
- Shin Megami Tensei V (2021) (Yuzuru Atsuta)
- Fire Emblem Warriors: Three Hopes (2022) (Dimitri Alexandre Blaiddyd)
- Azure Striker Gunvolt 3 (2022) (Gunvolt)
- Soul Hackers 2 (2022) (Arrow)
- Fire Emblem: Engage (2023) (Dimitri Alexandre Blaiddyd)
- Disgaea 7: Vows of the Virtueless (2023) (Fuji)
- My Hero Ultra Rumble (2023) (Ingenium/Tenya Iida)
- Marvel's Spider-Man 2 (2023) (Harry Osborn)
- Star Ocean: The Second Story R (2023) (Fidel Camuze)
- Shin Megami Tensei V: Vengeance (2024) (Yuzuru Atsuta)
- Card-en-Ciel (2024) (Dragoon Shadonir, Eniac Neumann, Gunvolt)
- Romancing SaGa 2: Revenge of the Seven (2024) (Subier)
- Fantasy Life i: La ragazza che ruba il tempo (2025) (Sloane)

### Film
- The Guest (Luke Peterson)
- Robot Overlords (Sean Flynn)